# Parabezzia falcipennis
Parabezzia falcipennis är en tvåvingeart som beskrevs av Clastrier 1960. Parabezzia falcipennis ingår i släktet Parabezzia och familjen svidknott.
Artens utbredningsområde är Kongo. Inga underarter finns listade i Catalogue of Life.